# Основополагающий договор между ГДР и ФРГ
Основополагающий договор между ГДР и ФРГ (нем. Grundlagenvertrag, полное название Договор об основах отношений между Германской Демократической Республикой и Федеративной Республикой Германии, нем. Vertrag über die Grundlagen der Beziehungen zwischen der Bundesrepublik Deutschland und der Deutschen Demokratischen Republik) — международный договор, заключённый между двумя немецкими государствами 21 декабря 1972 года. Вступил в силу 21 июня 1973 года.
Основополагающему договору предшествовала серия других договоров в рамках нового курса в восточной политике, взятого федеральным канцлером ФРГ Вилли Брандтом. Эти международные соглашения, подписанные при Вилли Брандте, ознаменовали поворот в политике ФРГ от доктрины Хальштейна к новой восточной политике и сближению двух государств. 12 августа 1970 года был заключён договор между СССР и ФРГ, 7 декабря 1970 года — договор с Польской Народной Республикой, 3 сентября 1971 года — Четырёхстороннее соглашение по Берлину. В дополнение к этим договорам ФРГ и ГДР заключили транзитное соглашение о передвижении между ФРГ и Западным Берлином и транспортный договор об упрощении поездок. После Основополагающего договора 11 декабря 1973 года был заключён договор с ЧССР.
Переговоры по заключению Основополагающего договора вели от имени ФРГ статс-секретарь ведомства федерального канцлера, а позднее федеральный министр по особым поручениям Эгон Бар и от имени ГДР — статс-секретарь Михаэль Коль. По результатам переговоров договор был подписан М. Колем и Э. Баром 21 декабря 1972 года в Восточном Берлине.
Переговоры продвигались с большим трудом, поскольку вначале ГДР обусловила свою готовность к участию в переговорах признанием ГДР по нормам международного права после подписания договора. Это требование не могло быть удовлетворено социал-либеральной коалицией в ФРГ, поскольку противоречило заявленному в Основном законе ФРГ будущему объединению Германии. Поэтому ФРГ соглашалась признать ГДР лишь по нормам государственного права. Тем не менее, в Московском и Варшавском договорах ФРГ подтвердила сложившийся статус-кво и государственный суверенитет ГДР. После заключения Московского договора Вальтер Ульбрихт согласился вести переговоры без каких-либо оговорок.

## Положения договора
Договор об основах отношений между ГДР и ФРГ состоит из 10 статей:
- Договорённость о развитии добрососедских отношений на равноправной основе.
- Признание обоими государствами принципов ООН.
- Обязательство разрешать споры без применения силы и соблюдать границы. Неприкосновенность границ не исключает их изменение по взаимному согласию.
- Оба государства не могут представлять друг друга на международном уровне.
- Обязательство обоих государств участвовать в работе Конференции по безопасности и сотрудничеству в Европе и поддерживать усилия по разоружению.
- Суверенитет обоих государств ограничивается их территориями, обе страны уважают независимость и суверенитет во внутренней и внешней политике.
- Согласовано сотрудничество в ряде областей (прежде всего, в экономике и науке, по вопросам почты и связи, в культуре и спорте).
- Согласован обмен постоянными представителями.
- Договор не затрагивает содержания ранее заключённых договоров.
- Регулируются вопросы ратификации и вступления в силу.

Стороны не смогли договориться об урегулировании открытых имущественных вопросов.
До подписания договоров Эгон Бар передал письмо о немецком единстве, в котором говорилось о том, что договор «не противоречит политической цели Федеративной Республики Германии содействовать мирному положению в Европе, при котором немецкий народ в ходе свободного самоопределения вновь обретёт своё единство».
Постоянные представительства начали свою работу 2 мая 1974 года. Постоянным представителем ФРГ в ГДР стал Гюнтер Гаус, послом ГДР в ФРГ был аккредитован Михаэль Коль. Оба государства договорились о вступлении в ООН и были приняты в Организацию 18 сентября 1973 года за номерами 133 и 134.